# 実業団

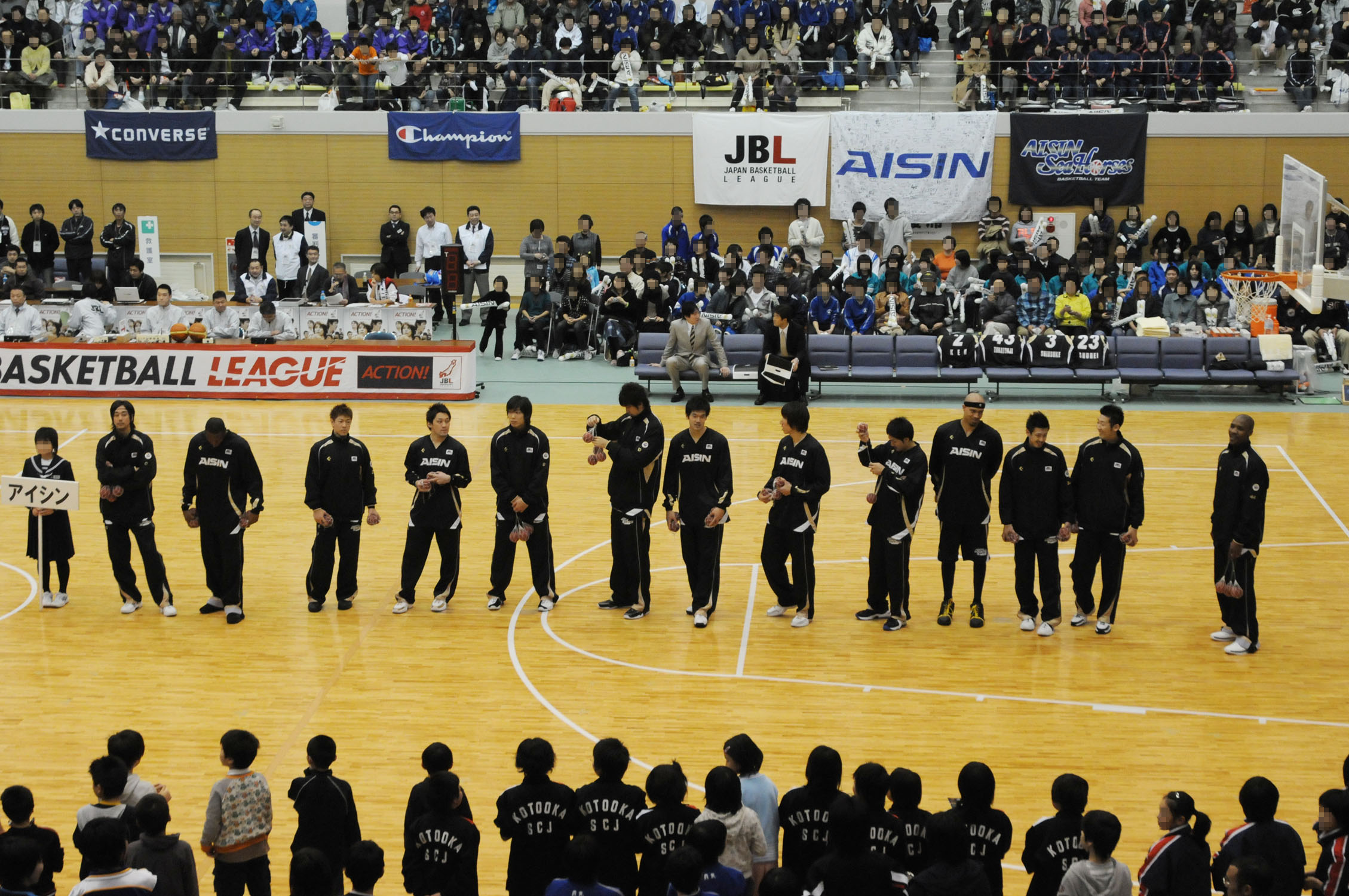
アイシン精機（現:アイシン）の実業団バスケットボール部（男子）

実業団（じつぎょうだん、英語：works team）とは、企業や組合の従業員で構成されるスポーツチームで、学校のクラブ活動とともに昭和期の日本のアマチュアスポーツを牽引したチーム形態である。
戦前の「大連実業団」のようにチーム名に実業団の語を用いられることもあったが、戦後は、チームの概念としてのみ実業団という語が使われる。近年では母体の多くが特定の企業であることから「企業スポーツ」という表現で用いられる事例も多い。
なお、「実業団」に相当する英訳は works team / factory team だが、日本語で「ワークス・チーム」というと、本業と密接に関わる分野における企業チーム、特にモータースポーツにおける自動車・オートバイメーカーの運営するチーム (factory-backed) を指す。

## 概説
実業団の定義については、武藤泰明は日本の昭和期から一般的であった実業団の定義として
- 選手はすべて、その企業の正社員のみであり、契約社員・アルバイトなどの非正規雇用は一律対象外となる。
- 選手は社員として本来の社業（製造業、営業、事務など）に従事する。ただし、練習、競技会のために、勤怠管理は一般の社員と異なることがある。
- 選手は社員なので、競技引退後は一般の社員と同様、社業に従事する。
- チームは企業の内部組織である。換言すれば法人格を持たない。
- 運営費はすべてオーナー企業によって負担されている。したがって、企業はオーナーであるとともにメインスポンサーである。

の5要件を挙げている。
実業団は、民間企業で組織されることが一般的であるが、国・地方公共団体やその他の各種団体で組織されることも多い。特に企業の実業団がないマイナースポーツの場合、学校教員や「スポーツ財団」のごとき公益財団法人あるいは第三セクターが選手の受け皿となり実業団が組織されることが少なくない。人が集まった場所で組織されるのが本来であるため、会社単位ではなく工場や営業所を単位としたチームとなることも多い。例として「ニチボー貝塚」は大日本紡績貝塚工場を本拠とした実業団である。
実業団は上述のように企業の内部組織であり、名称は、企業名の後に種目名を列記するのが一般的だ。（例：「ヱスビー食品陸上部」「雪印乳業スキー部」）略称する場合は「ヱスビー」「雪印」などと企業名のみ称する。また、工場単位の実業団の場合は、企業名、工場名、種目名を列記する。（例：「東芝府中ラグビー部」「電電公社熊本サッカー部」）一方で、平成以後の実業団リーグにおいては、前記のような命名法の陳腐を嫌って、横文字のチーム愛称を用いることも一般的である。例えば「王子製紙アイスホッケー部」が「王子イーグルス」と称し、「パナソニックアメリカンフットボール部」が「パナソニック インパルス」と称する。
余暇と健康増進程度が目的のチームから、日本のトップレベルのチームまで、幅広いスポーツ競技者層を支えている。地域レベル、あるいは全国レベルで様々な実業団選手権や実業団リーグがあり、中には多くの観客を動員するものもある。トップレベルの実業団リーグとしては、SVリーグ、ジャパンラグビーリーグワン、日本ハンドボールリーグ、Xリーグ、日本卓球リーグ、ホッケー日本リーグなどがある。また、現在は存在しないが昭和期スポーツを支えた実業団リーグとしては、日本サッカーリーグ、日本アイスホッケーリーグ、バスケットボール日本リーグがある。社会人野球ではプロ選手を輩出している。
トップレベルの選手も企業の従業員として雇用されるが、その待遇は実業団によってさまざまである。従業員としての業務はほとんど免除され、ただスポーツ活動だけに打ち込める場合もあれば、一般の従業員と同じように就労し、残業時間または休日（非番の日）に練習を行なう場合もある。選手はアマチュアであり、給料以外のスポーツ活動に関する報酬は受け取らないのが建前だが、実際には実力や成績に応じて「スポーツ手当」のような手当金が給料に上乗せされて支給されていることも多い。
平成期以後は、正規雇用の従業員以外の選手が実業団に参加することも増えており、嘱託社員としての雇用形態をとったり、雇用契約を結ばずスポーツ選手としての契約のみを結ぶこともある。これにより、旧来の実業団選手とプロ契約した選手を区別するため、「社員選手」「契約選手」という用語も生まれた。
スポーツの種類によっては、実業団の母体企業の業種にある程度の傾向が見られることがある。例えば、紡績女工の娯楽として発達した女子バレーボールは繊維企業の実業団が多く、寒冷地の労働者の娯楽として発達したアイスホッケーは製紙企業の実業団が多い。また、柔道や剣道やレスリングは、職務上体術を必要とする警備会社の実業団や警察官の選手が多い。一方自転車競技は、競技と関係が深いメーカーの実業団が多い。射撃競技やバイアスロンなど実銃を使う競技は殆どが自衛官と警察官である。

## 沿革
近代スポーツ、特にチームスポーツは、労働者の余暇から発生したスポーツも多く、これらのスポーツの黎明期においては労働者達が所属する工場や会社を単位とした実業団がチーム母体になることが多かった。例えばイギリスのサッカーにおいては、ロンドンのウリッジ陸軍工廠の実業団が強豪となった。その後ヨーロッパではチームを運営する会社が選手を雇用し、ユニフォーム広告やチーム名のネーミングライツ、スポーツ用品の現物支給などで資金を調達する形態が主流となっていった。スポンサーとしては選手の雇用維持を考慮しなくて済むため、短期間の契約や素早い撤退が可能となり、運営会社も複数のスポンサーと契約することが可能となった。この姿勢が顕著な自転車ロードレースではシーズン中にメインスポンサーと共にチーム名が変わることも珍しくない。一方で、「アーセナルFC」のように実業団を起源とするサッカーチームでは「アーセナル」（工廠）という名称だけは維持するチームが多い。
アメリカでは19世紀末から職業別の実業団野球（industrial league baseball）が存在する。特に20世紀前半は隆盛を見せ、日本の社会人野球同様プロ選手を輩出することもあった。
日本においては1911年、日光精銅所（古河電気工業日光事業所の前身）で日光精銅所アイスホッケー部が創設されている。
昭和初期には、企業の社員の娯楽と福利厚生を目的に実業団が次々と組織された（これは、日本のみならず韓国・台湾といった旧大日本帝国領の地域にも実業団中心のスポーツ文化をもたらすことになる）。大正9年には日本初の実業団選手権である全国実業団野球大会が開催されている。
戦後、経済復興の中で実業団は急速にスポーツ全体の担い手となるに至った。行政によるスポーツ施設の整備が進まない中、企業によるスポーツ施設の整備費が福利厚生施設のとして法人税の控除対象になったこともあり、練習や試合設備を用意し選手の待遇を保証した企業の実業団にスポーツ選手が集まることとなった。企業側も右上がりの経済発展の中で、実業団スポーツの振興が企業宣伝や人材育成に有用と考え、資金が投入された。陸上競技においても黎明期には金栗四三のような兼業選手は珍しくなかったが、練習環境が充実した実業団に人材が集まるようになった。
企業側から見た実業団を所有する目的について、龍谷大学教授の小椋博は、
- 従業員の士気高揚
- 従業員の人材育成
- 企業の宣伝

の3つをあげている。スポーツ設備を所有する企業が、地域住民に施設を開放したり大会などを主催することにより、地域貢献という企業メセナを行なうことができるという側面もしばしば主張されるが、これについて武藤泰明は、1990年代後半以降から現れた主張であり、実業団がの存続が危ぶまれはじめてから、後付けで考えられた存在意義であることを明らかにしている。
その一方で、自転車競技は他競技と事情をやや異にしており、モータースポーツのワークス・チームと同じく、実業団レースのための車両製作が一般向けの製品開発技術にも生かされることが利点となる。
一方スポーツ選手は、選手活動によって十分な収入が得られるとは限らず、また引退後に指導者・テレビ解説者・評論家などの職につける者は一握りであり、活動中や引退後の生計について常に不安を抱えている。終身雇用観念の強かった戦後からバブル崩壊直後の90年代半ばまでにおいて、従業員として雇用されることは「会社が一生の面倒をみてくれる」ことであり、選手たちは収入の心配をすることなく選手活動に打ち込むことができた。また、20世紀まで続いていた日本特有の滅私奉公を礎とする組織最優先主義は、実業団内部の団結を深め士気を高めた。
こうして、高度成長期には実業団で実績をあげた選手たちが、オリンピックをはじめとする国際スポーツの舞台でタイトルを勝ち取った。しかし、一方で企業から十分な報酬を保証された実業団の選手は真のアマチュアでないという見方もされ、共産主義国家の「ステート・アマ」になぞらえて、「コーポレート・アマ」とも呼ばれた。

## 問題点
時代が進むにつれ、前時代的な体質や主義が根強く残る実業団には様々な問題が指摘され、学校の運動部と共に日本スポーツの悪の元凶などと批判を受けることもある。国士舘大学大学院非常勤講師でスポーツライターの玉木正之は、
- 企業の業績次第でチームが消滅する。
- 選手指導の横のつながりが希薄になり、スポーツ界全体のレベルアップにつながらない。
- 国内の実業団リーグで優勝さえすればいいと考えられ、海外のレベルから引き離される。
- スポーツマンの職業選択の自由を狭める。

といった問題点をあげている。
実業団はチームに長期間所属することを前提として強固な団結力と選手強化力を示した。1964年の東京オリンピックのバレーボールでは、当時日本トップの実業団であったニチボー貝塚が事実上そのまま日本代表チームとなり金メダルを獲得した。しかしこれは、一つの実業団の枠を超えたバレーボール界全体でチームを選抜・育成することができなかったことを意味する。これは平成に入ってからの日本スポーツ界の改善点となり、協会主導による選抜選手の育成強化が行われた結果、2004年アテネオリンピックでは、実業団黄金期の東京オリンピックを超える史上最多のメダルを獲得するという現象が起きている。
また、練習についても、選手・指導者の移籍や交流がなくなることによってスポーツ全体のレベルアップが妨げられ、また実業団の中で閉鎖的な練習が行なわれた結果、指導者絶対服従の風潮や根性論などの指導法がまかり通る温床ともなった。
また場合によっては、実業団がリーグでの優勝を優先させるため、選手を国際大会の代表チームに参加させないなどということも起こりうる。実業団のある企業に入社することは、選手の身分と収入を保障するが、同時に他の自分の就きたい職業、自分の入りたい会社を諦めなければなければならないことでもある。このため、選手が引退後の生活のためのキャリアアップができないことにもなる。
また、実業団リーグの運営の問題として、各実業団が興行権を持っておらず興行がリーグを主催するスポーツ連盟などに独占されていることがある。多くの観客動員数があるリーグの場合、興行収益やグッズの売上収益を各実業団や選手に再配分するシステムをある程度持っているものの、プロリーグに比べれば整備されたものとは言えない。

## 非所属選手
陸上や武道などの個人競技ではチームに所属せず個人で活動することも可能であり、大半の公式大会でも個人選手の参加を排除していない。しかし日本では本格的に競技に臨むアマチュア選手は実業団所属が常識化し、別の職業に就いている兼業選手や独立した専業選手は特異な存在と見なされた。
陸上競技においては高校教師の采谷義秋や県庁職員の川内優輝は「市民ランナー」、男子マラソン界のトップ選手で実業団から独立して活動する藤原新は「無職ランナー」と評された（本人は『プロランナー』の肩書きを使用）。
フェンシングでは実業団が主流であるが、有力選手や監督がクラブチームを立ち上げることもある。北京オリンピックで銀メダルを獲得したフェンシング選手の太田雄貴は、大学卒業後も就職せずに自分だけが所属するクラブチームを立ち上げて練習に専念していたため、マスコミからは「ニート剣士」と呼ばれた（後に実業団へ移籍）。
剣道では多くの大会が道場や実業団単位を想定し、5人制の団体戦形式としているが、無所属の個人でも参加可能な「オープン大会」もある。修練を目的とした練成会もオープンしていることがある。
日本以外ではチームに所属せず賞金付きの大会を転戦する個人の専業選手もおり、個人スポンサーが付く選手も存在する。このような海外のマラソン選手が賞金を目当てに日本の大会に参加することもある。

## 現状
平成に入ると実業団は次々と消滅し、昭和期を支えた実業団中心のアマチュアスポーツは急速に衰退した。1991年から2000年までの10年間で廃部した実業団チームの数は149にのぼり、野球がその半分近くを占めた。大型実業団の廃部は2000年前後が最も多く、実業団スポーツの終焉を世間に印象付けさせた。特に2000年に新日本製鐵（新日鉄）が全実業団を廃部したことは大きな衝撃を与えた。各スポーツで見ても女子バレーボールではダイエー（1998年）、ユニチカ（2000年）、日立（2001年）、イトーヨーカ堂（2001年）といった昭和期の女子バレーボールを支えた実業団が次々と廃部となり、アイスホッケーでは古河電工（1999年）、雪印（2001年）、西武鉄道（2003年）と廃部が相次いだため日本リーグの存続すら危ぶまれ、結果的に近隣諸国のチームを巻き込んだ形でアジアリーグへの発展的解消という形に落ち着いている。

### 実業団の衰退要因
これら実業団の衰退要因は、第一には企業がスポーツチームを所有する有効性が薄れたことである。次項でも述べる昭和末期以降のプロスポーツ化に加え、通信技術の発達により海外のトップリーグスポーツの視聴が容易になったことから、国内あるいは一地域のアマチュアのみで行う実業団スポーツへの注目度が相対的に薄れ、広告宣伝手段としての費用対効果が悪化した。加えて、バブル崩壊と平成以降の日本企業の縮退傾向は、企業を経営資源の選択と集中へと向かわせ、十分な費用対効果を生み出せないと判断された実業団は次々と整理の対象とされた。デュプロ硬式野球部は多数のプロ選手を輩出した名門チームであったが、不況の中で野球部の活動を続けることに一般社員の理解を得るのが難しくなったとして解散している。

### プロ化・クラブチーム化の流れ
アマチュアスポーツからの脱却によるプロ化・クラブチーム化の流れがあるが、この底流として1980年代以降、当時の国際オリンピック委員会 (IOC) 会長のフアン・アントニオ・サマランチが推し進めた「オリンピックの商業化」によるプロ選手出場の容認があり、この流れの進展により、「オリンピックに出場できない」ことを気に病む必要のなくなった社会人スポーツ各種目の協会・リーグが徐々に契約選手を容認するようになった。競技人口の多いスポーツにおいては、プロリーグへの移行がなされていったが、従来の実業団リーグからの形態の変更には課題も少なくなく、この点においてもっとも悲劇的な経過をたどったのはバスケットボールであり、プロリーグ構想が頓挫し、2000年代以降プロリーグ（bjリーグ）と実業団リーグ（JBL）が分裂した結果、2014年以降日本バスケットボール協会が国際バスケットボール連盟から資格停止を受けるという憂き目に遭っている。バレーボールでは1994年に完全プロ化を目指したプロリーグ構想があったものの、チームの大半を占める実業団の母体企業からの賛同を得られず凍結された。1994年に開始されたVリーグではプロチームの加入も可能であったが新規のクラブチームは廃部した実業団選手やスタッフの受け皿としての創設が多く、経営も不安定になりがちなため活動を休止したチームも多い。その後もプロ化を模索していたが実業団側からの反発もあり2018年から始動したV.LEAGUEではプロ化を目指すチームも受け入れる相乗り形式でスタートしている。しかし初年度では男子は半数、女子は大半が実業団である。またクラブチームも東京ヴェルディバレーボールチームのように選手は生計を立てるための仕事を持つ兼業選手というチームも多い。

### スポンサー支援の有用性の認識
昭和期においては企業自らが実業団を所有し、チームに自社名を冠することが宣伝効果であると認識されていたが、時代の流れに伴いそれが通用しなくなる現状が多くなり、特に1990年代以降サッカーにおいて「地域密着」のスローガンのもとでクラブ名から企業名を排除した日本プロサッカーリーグ（Jリーグ）のビジネスモデルが一定の成功を収めるようになると、サッカー以外においても実業団が地域との協働によるクラブチームに移行する流れを作った。新日鉄の実業団廃部の際も会社がクラブチームへの移行に導き（新日鉄堺バレーボール部→堺ブレイザーズなど）、引き続き一スポンサーとしての支援を継続した。一方で、形態を維持しながらも他企業スポンサーを獲得する実業団も登場しており、トップカテゴリの国内リーグがプロリーグであるサッカーでもマスコミの露出が極端に少ないJFL以下のカテゴリにそういった実業団が複数存在する。ユニフォームスポンサーを付けている地域リーグ・中国リーグ在籍の三菱自動車水島FCや創設からなでしこリーグ在籍までの時代のノジマステラ神奈川相模原はその最もたる例である。その他、JFL在籍のソニー仙台FC・FCマルヤス岡崎・ホンダロックSCのように『法人サポーター』という名目で他企業スポンサーを得ている実業団も存在する。サッカー以外ではラグビーのトップリーグに在籍する宗像サニックスブルースが挙げられ、ユニフォームスポンサーとして吉野家、JVCケンウッド、ミッシェル・エルブランといった著名な企業が名を連ねている。
前出の太田雄貴や川内優輝のように、雇用する会社・組織が必ずしも自らの実業団に所属することを強制せず、他のクラブチーム等で活動することを容認する例もあり、雇用すること自体を安定収入を与えるスポンサー支援の一環と割り切った形も生まれた。表示灯株式会社は創業者がホッケーの経験者であるため男子ホッケー部を有しており、国内強豪で日本代表にも選手を送り込んでいたが、2006年に運営主体を特定非営利活動法人としたクラブチームに転身した。なお所属選手は別々の地元企業が雇用するという形式である。また2019年からは表示灯株式会社がメインスポンサーとなった。
東北フリーブレイズは運営会社から地元企業に選手を正社員や契約社員として派遣し、試合や練習が無い日はそこに勤務しながらチーム活動に取り組むという方式を採用している。また、横浜GRITSでは、選手は運営会社とプロ契約を結びながらも並行して地元企業に勤務する「デュアルキャリア」を標榜している。
日本ではロードレースチームは実業団が中心であったが、宇都宮ブリッツェン、ヴィクトワール広島、キナンサイクリングチームのようにチームの運営会社にスポンサーが出資するという海外で主流の形式も登場している。一方で愛三工業レーシングチームやチーム ブリヂストン サイクリングのような実業団チームも活動している。
アークコミュニケーションズは新興のIT企業ながら、2011年に結成したスキー部の選手は午前中に練習、午後に勤務、引退後は正社員として継続雇用という旧来型の実業団である。
プレステージ・インターナショナルは地域貢献を目的として地方にバスケットボール、バレーボール、ハンドボールの女子実業団を創設した。
メルカリは障害者アスリートを練習しやすい勤務形態で雇用する「アスリート契約」を行っている。
いちごはスポーツ支援としてウエイトリフティング部を、CSRとしてライフル射撃部と陸上部を立ち上げている。
日本のフェンシングは実業団選手や公務員などの兼業選手が多く、クラブチームを結成しスポンサードで資金を調達する専業選手は、三宅諒のようなメダリストであっても経済的に厳しい状況である。近年では2009年4月にNEXUSが実業団を立ち上げている。これは会社代表の星野敏がフェンシング経験者であり、宣伝より振興を目的としたものである。
宣伝効果を狙った例としては、2016年には壽屋が大学駅伝の選手を雇用し陸上部を新たに結成したが、会社側では明確に『宣伝ランナー』とし自社製品の宣伝ユニフォームで大会に参加させるなど、広告塔としての活動を強調しており、2021年にはより高いレベルを求めた選手がコモディイイダの駅伝部へ移籍した。
コモディイイダの陸上部は1973年に陸上競技経験者の有志が結成した愛好会であったが、一時期の活動縮小を歴て2009年に実業団登録している。
一方で、長距離走のように平成以後、実業団と実業団大会への指向が強められたスポーツもある。この競技の場合、国内での大会を活性化することには成功しているが、駅伝競走というガラパゴス化した競技形態への依存を強めた結果、昭和期において日本のお家芸であったマラソンは、国際大会で凋落の一途をたどることとなる。コモディイイダの陸上部は駅伝を主眼とする選手が所属する「駅伝部」と、それ以外の競技及びメンバーによる「アスリートクラブ」に分割している。

## 公務員チーム
実業団と同じく社会人リーグに参加する自衛隊や警察のスポーツチームは、有志がクラブ活動として活動しているため給与は発生せず民間企業の実業団とは区別される。資金提供は無いが武道場の使用や試合時の外出許可などの配慮がある。防衛大学校や海上保安大学校に在籍する学生は公務員であるが、クラブ活動は概ね大学の大会に参加している。
東側諸国・共産主義国家では専用施設の建設や選手の育成を国家事業として推進していた。選手は身分を保障され充実した環境でトレーニングに専念できたことから、西側からは民間チームに所属するアマチュア選手と区別し「ステート・アマ」と呼ばれた。また軍や政府部局を単位としたスポーツチームも形成された。特にソビエト連邦軍陸軍「CSKA」（チェスカ）、空軍の「VVC」は、各スポーツで強豪として有名であった。またソ連国家保安委員会の「ディナモ」や、ソビエト連邦鉄道部の「ロコモティフ」も強豪であった。
軍隊では才能のある隊員を競技に専念させ、外部の競技会に出場させて宣伝担当とする制度が広まっている。参加する区分は民間の実業団と同じく社会人リーグである。選抜された隊員は結果が残せない場合にも通常の任務を行う一般部隊への異動となり解雇はされない。徴兵制のある国ではスポーツ選手を競技専門隊員とすることが一般的である。例として日本の自衛隊体育学校、韓国の大韓民国国軍体育部隊がある。

### 備考
1. ↑  ヨーロッパにおけるサッカークラブで企業の実業団が母体となった事例には、アーセナルFCの他にも、バイエル・レバークーゼン（ドイツ、バイエルのチームとして設立）、FCソショー（フランス、プジョーの企業チームが母体）、PSVアイントホーフェン（オランダ、フィリップスのスポーツクラブの一つ）などの例がある。
2. ↑  厳密には、東京オリンピックの女子バレーボール日本代表チームにはニチボー貝塚からの10名の他、他社の実業団のメンバーが2名加わっている。なお、1962年の世界選手権の日本代表はニチボー貝塚からの10名以外はその後ニチボー貝塚に入社することになる高校生2名だった。詳細は東洋の魔女の項を参照。